# История Адыгеи

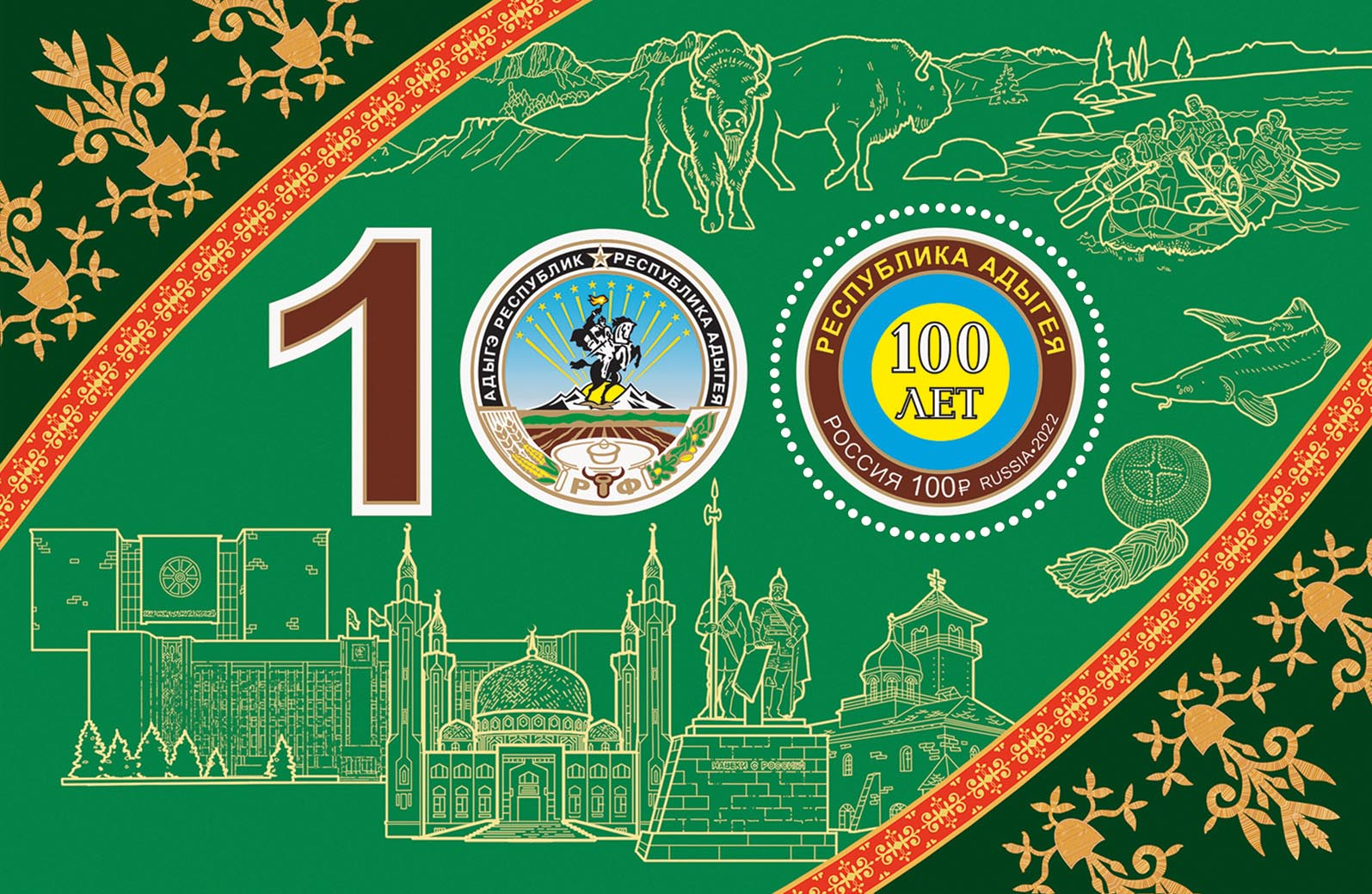
Почтовый блок – 100 лет Республике Адыгея

Республика Адыгея — регион на юге европейской части Российской Федерации, со всех сторон окружённый территорией Краснодарского края.
В Майкопском районе имеются стоянки нижнего палеолита в окрестностях станицы Абадзехской на реке Средний Хаджох, близ Майкопа на реке Фортепьянке, близ города Абинска на реке Адагум, среднего палеолита, позднего палеолита и мезолита. В верхнем мустьерском слое Монашеской пещеры найдены отдельные зубы, отличающиеся рядом архаичных признаков.
На верхнепалеолитической стоянке в гроте Сатанай (Губский навес № 7) обнаружен череп кроманьонца, который близок к Костёнкам XIV и Костёнкам XI.
Наличие населения в период неолита сейчас поставлено под сомнение. В эпоху энеолита существовала культура накольчатой жемчужной керамики. Большую известность получила майкопская и новосвободненская археологические культуры ранней бронзы. Позже появились катакомбная культура, северокавказская культура. В горных районах известны мегалитические памятники: дольмены, гробницы дольменной культуры средней бронзы. Дольмены могильника Шушук эпохи поздней бронзы можно датировать XIX—XVII веками до нашей эры.
Известность получили уникальные находки скифо-меотского периода, сделаны при раскопках курганов близ аула Уляп Красногвардейского района.
Предками коренного населения республики — адыгов считаются древние зихи. Кроме наименования зихи, они получили др. этнонимы, в том числе меоты, синды, черкесы, касоги, керкеты и так далее.  
В результате Кавказской войны 1817—1864 годов, большинство адыгов было вынуждено переселиться в Османскую империю. Оставшиеся были расселены на равнинных землях на левом берегу Кубани.
После Октябрьской революции, 27 июля 1922 года была образована Черкесская (Адыгейская) автономная область, органы власти которой размещались в Краснодаре. Краснодар при этом не входил в состав автономной области.
С 24 августа 1922 по 13 августа 1928 года — Адыгейская (Черкесская) автономная область, затем Адыгейская автономная область.
Со 2 августа 1924 года по 28 декабря 1934 года — в составе Северо-Кавказского края, затем до 13 сентября 1937 года — Азово-Черноморского края, затем в составе Краснодарского края.
10 апреля 1936 года центр перенесён в г. Майкоп, который также был включен в состав Адыгейской АО.
21 февраля 1941 года присоединён Кужорский сельский совет Тульского (ныне Майкопского) района.
28 апреля 1962 года присоединён Тульский (ныне Майкопский) район из состава Краснодарского края.
В конце 1960-х годов началось строительство Краснодарского водохранилища, заполненного в 1973—1975 годах, в результате чего часть территории Адыгеи была затоплена, нанеся ущерб экономике (под водой оказались плодородные сельскохозяйственные угодья, лесной массив и несколько адыгейских аулов), культуре (на затопленных землях находились адыгейские святилища и места погребения) и экологии области. 
5 октября 1990 года внеочередная сессия Адыгейского областного совета народных депутатов приняла решение о повышении статуса Адыгеи до уровня самостоятельного субъекта РСФСР (республики) и провозгласила Адыгейскую Советскую Социалистическую Республику. Решение не имело юридической силы.
15 декабря 1990 года выход Адыгеи из состава Краснодарского края узаконен вторым Съездом народных депутатов РСФСР, внесшим изменения в Конституцию РСФСР, по которым автономные области выводились из составов краёв, куда ранее входили.
3 июля 1991 года Верховный Совет РСФСР принял Закон РСФСР «О преобразовании Адыгейской автономной области в Советскую Социалистическую Республику Адыгея в составе РСФСР». Однако, согласно ст. 104 Конституции РСФСР вопросы административно-территориального устройства Российской Федерации находились в исключительном ведении Съезда народных депутатов РСФСР.
23 марта 1992 года Верховный Совет Адыгеи принимает закон о переименовании ССР Адыгея в Республику Адыгея.
21 апреля 1992 года Съезд народных депутатов Российской Федерации принял поправку в конституцию РСФСР, которой утверждено преобразование автономной области в республику и её переименование. Поправка вступила в силу с момента опубликования в «Российской газете» 16 мая 1992 года.